# Șaeș, Mureș
Șaeș, mai demult Șaieș, Șaeșiu, Săieș, Șais, (în dialectul săsesc Schâs, Šâs, în germană Schaas, Schees, în maghiară Segesd) este un sat în comuna Apold din județul Mureș, Transilvania, România.

## Obiective turistice
- Biserica evanghelică-luterană fortificată.[1]
- Biserica „Schimbarea la Față”

## Personalități
- Pedagogul, filologul, preotul și etnograful sas Josef Haltrich (1822-1886) este înmormântat în cimitirul evanghelic săsesc din Saeș, după ce a fost între 1872 și 1886 preot la biserica evanghelică din localitate.[2]
- Între 1912-1934 a lucrat în localitatea Șaeș învățătoarea, povestitoarea și scriitoarea de limba germană Anna Schuller-Schullerus.[3]

## Galerie de imagini

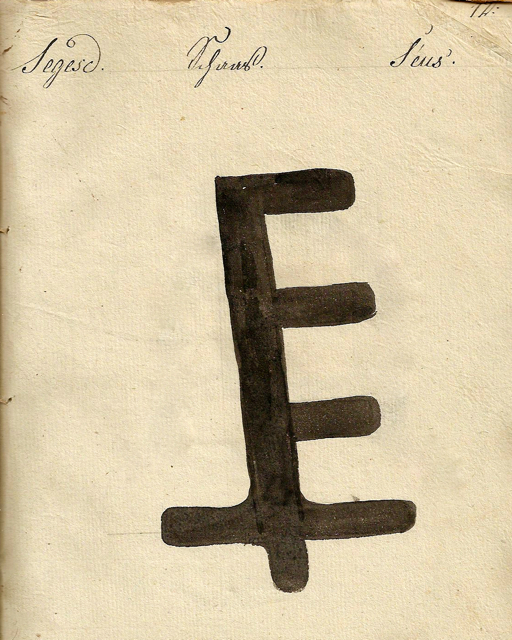
1826 - Danga pentru vitele din Șaeș
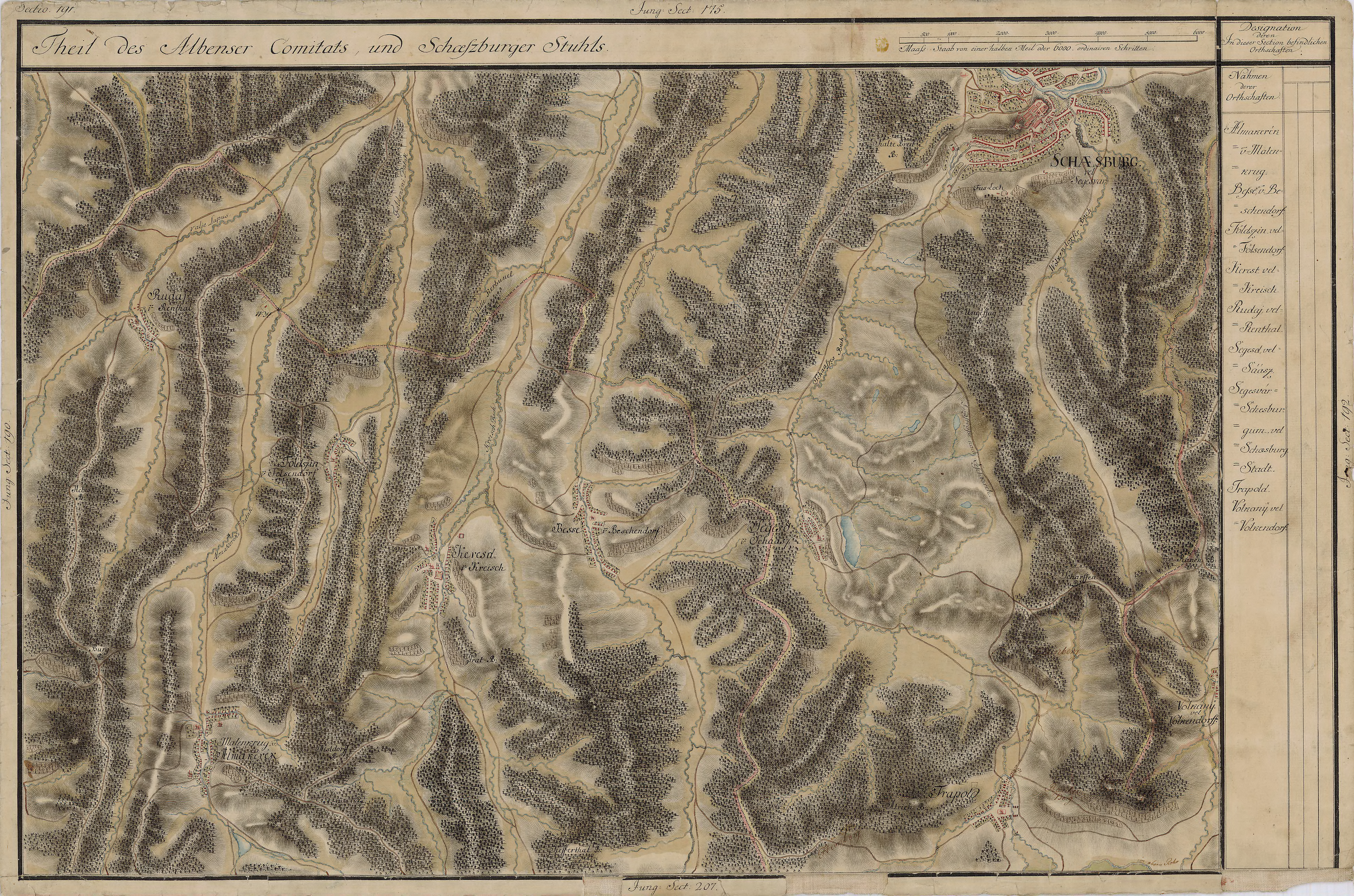
Șaeș pe Harta Iosefină a Transilvaniei, 1769-1773
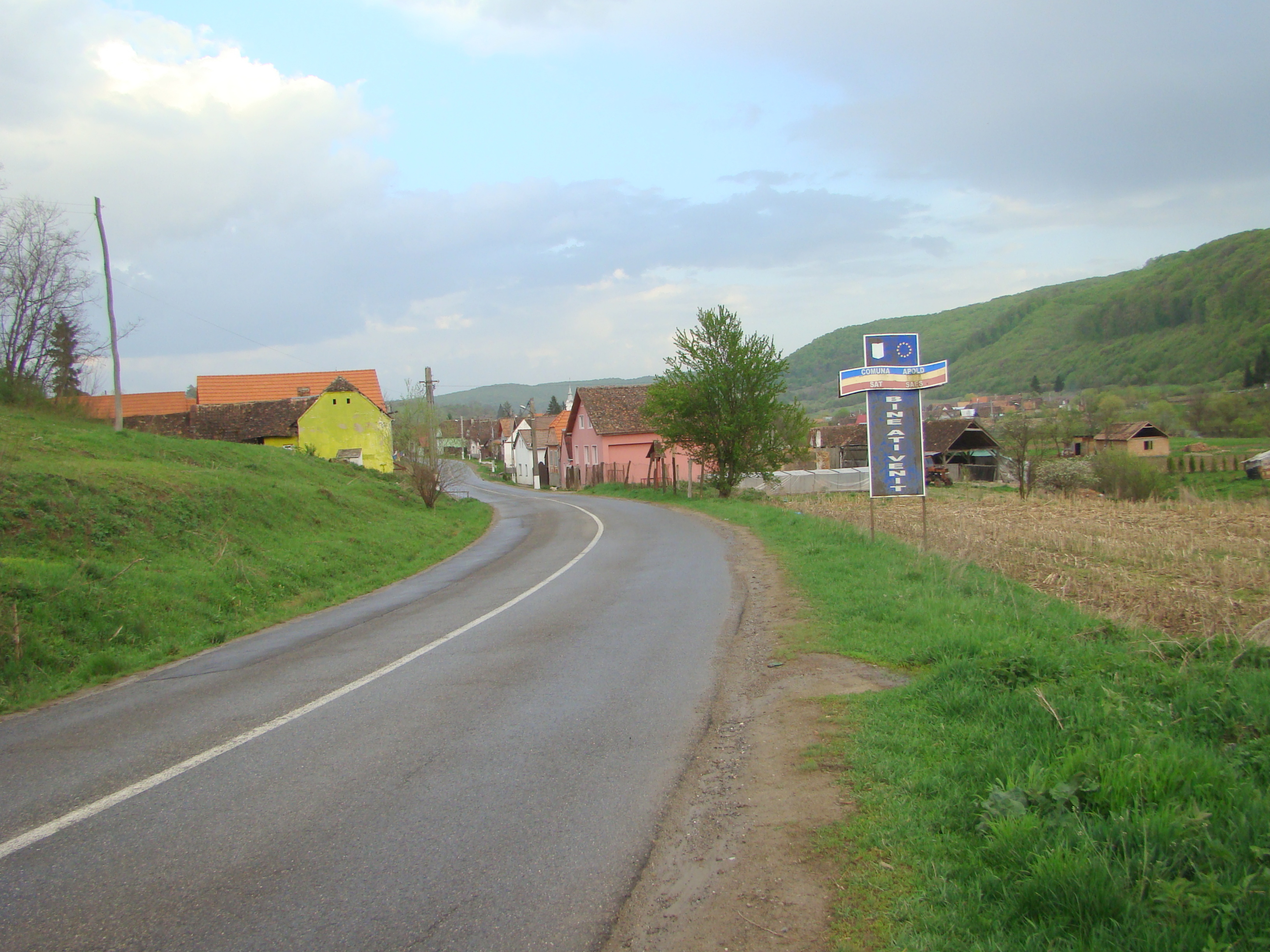
Intrarea în localitate
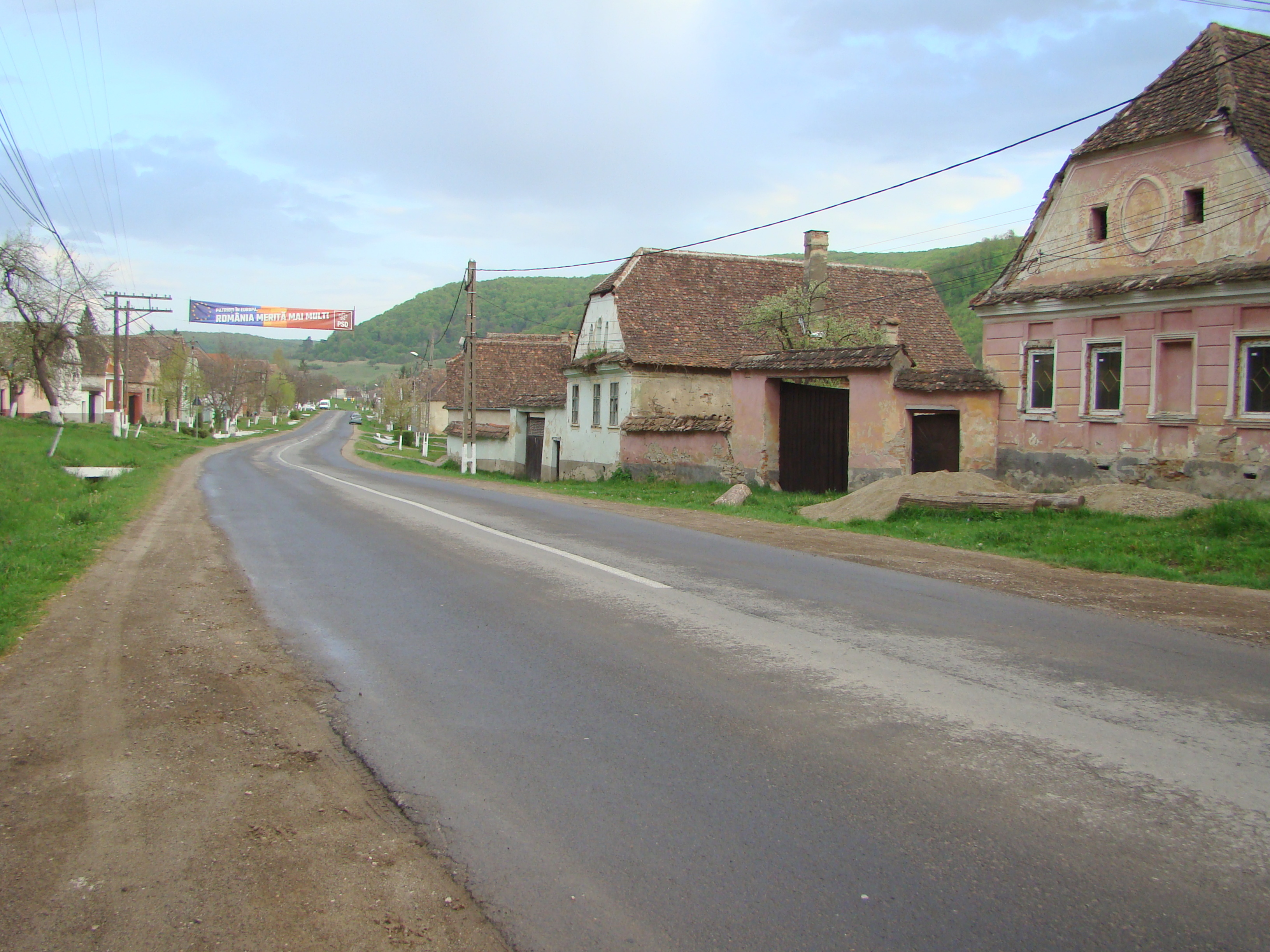
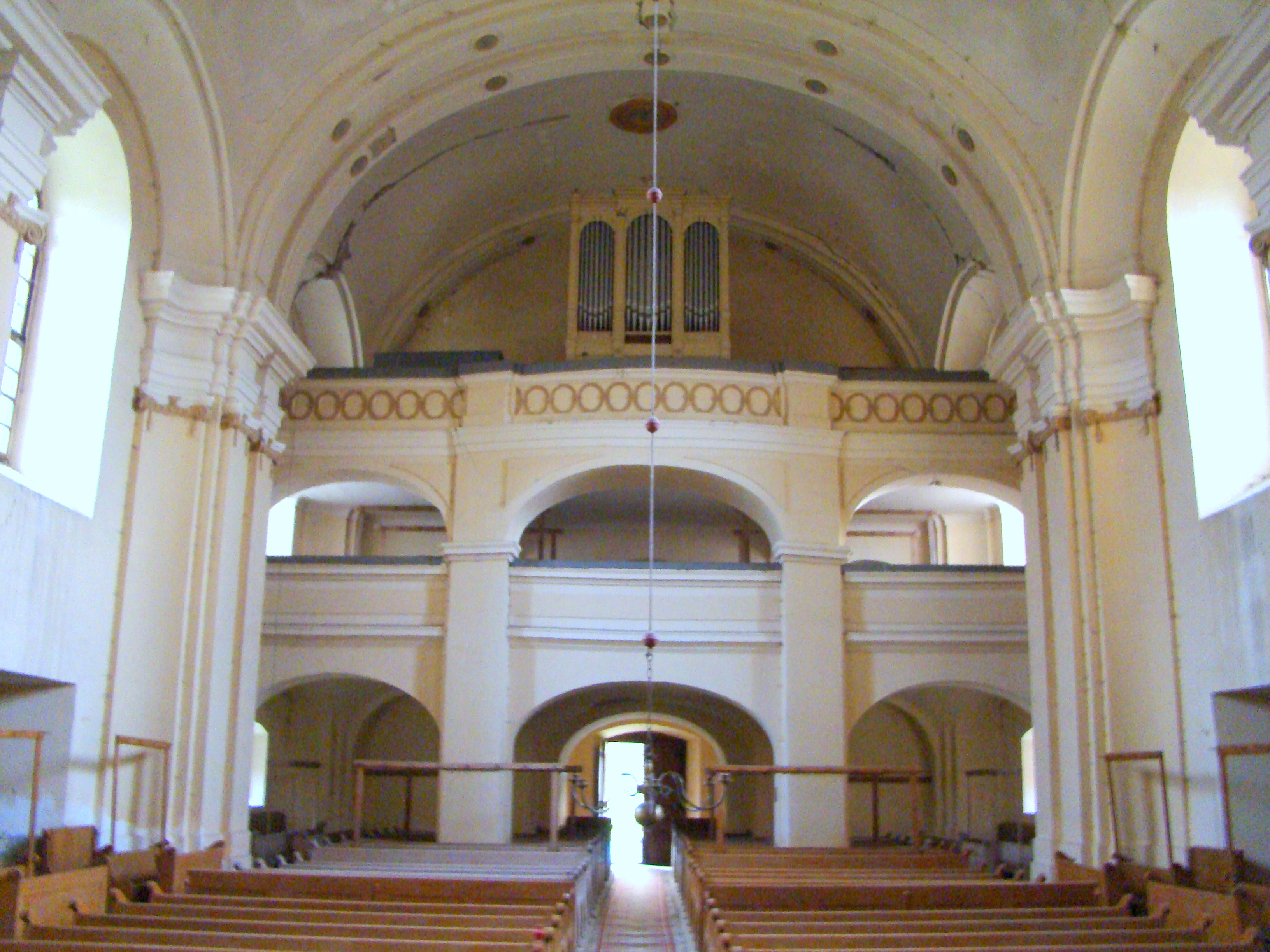
Biserica evanghelică (monument istoric)
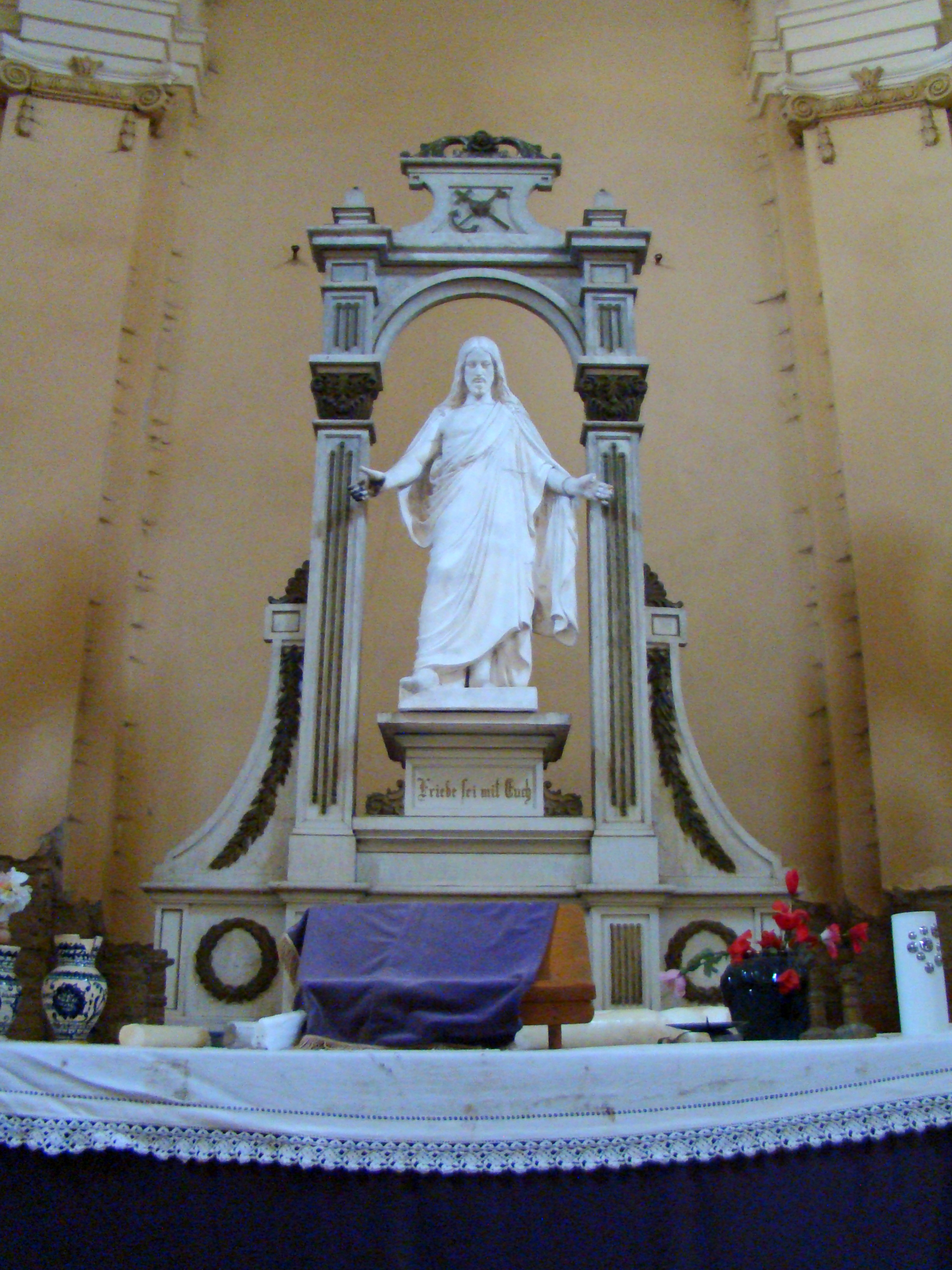
Biserica evanghelică (altarul)
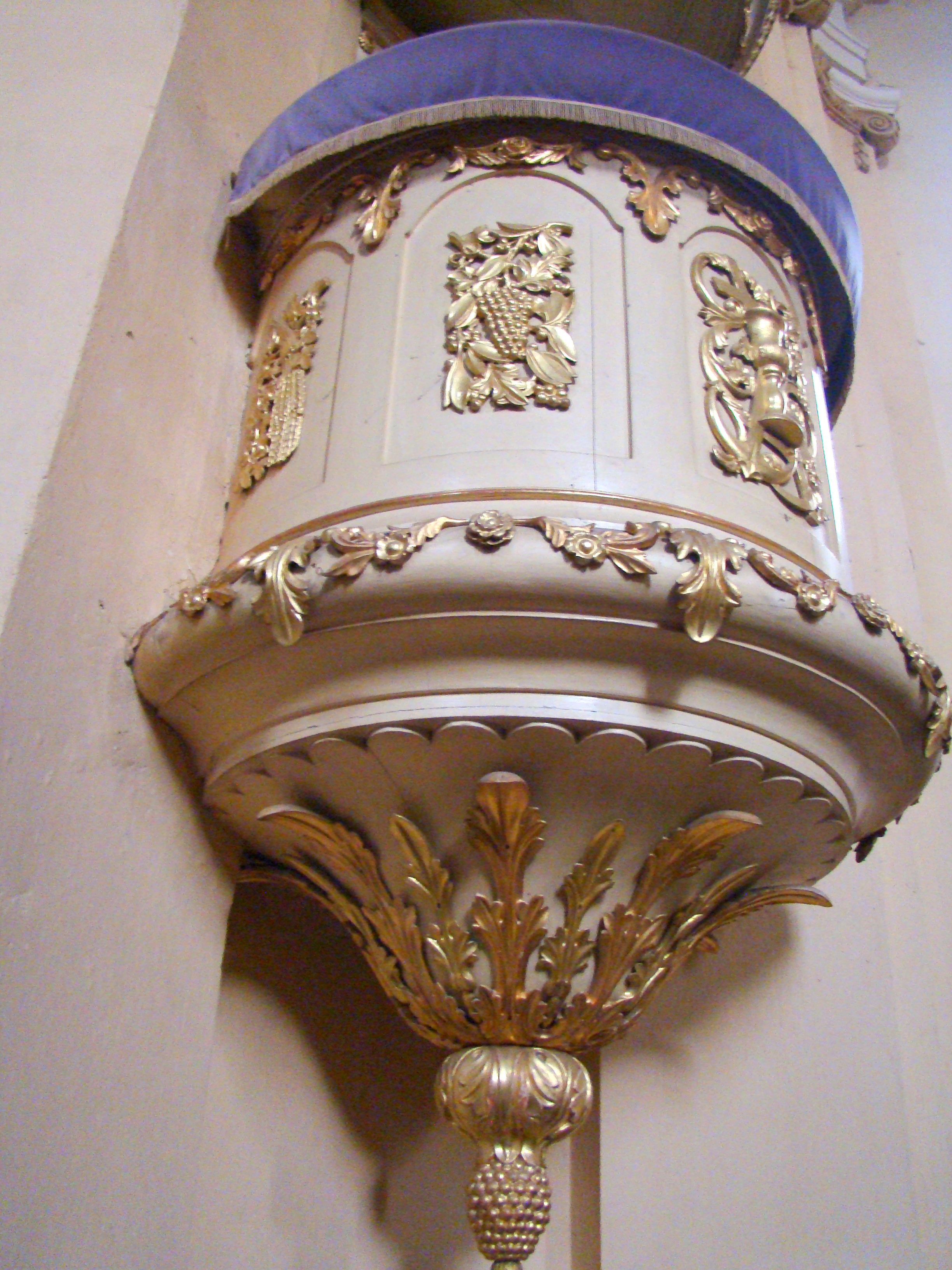
Biserica evanghelică (amvonul)
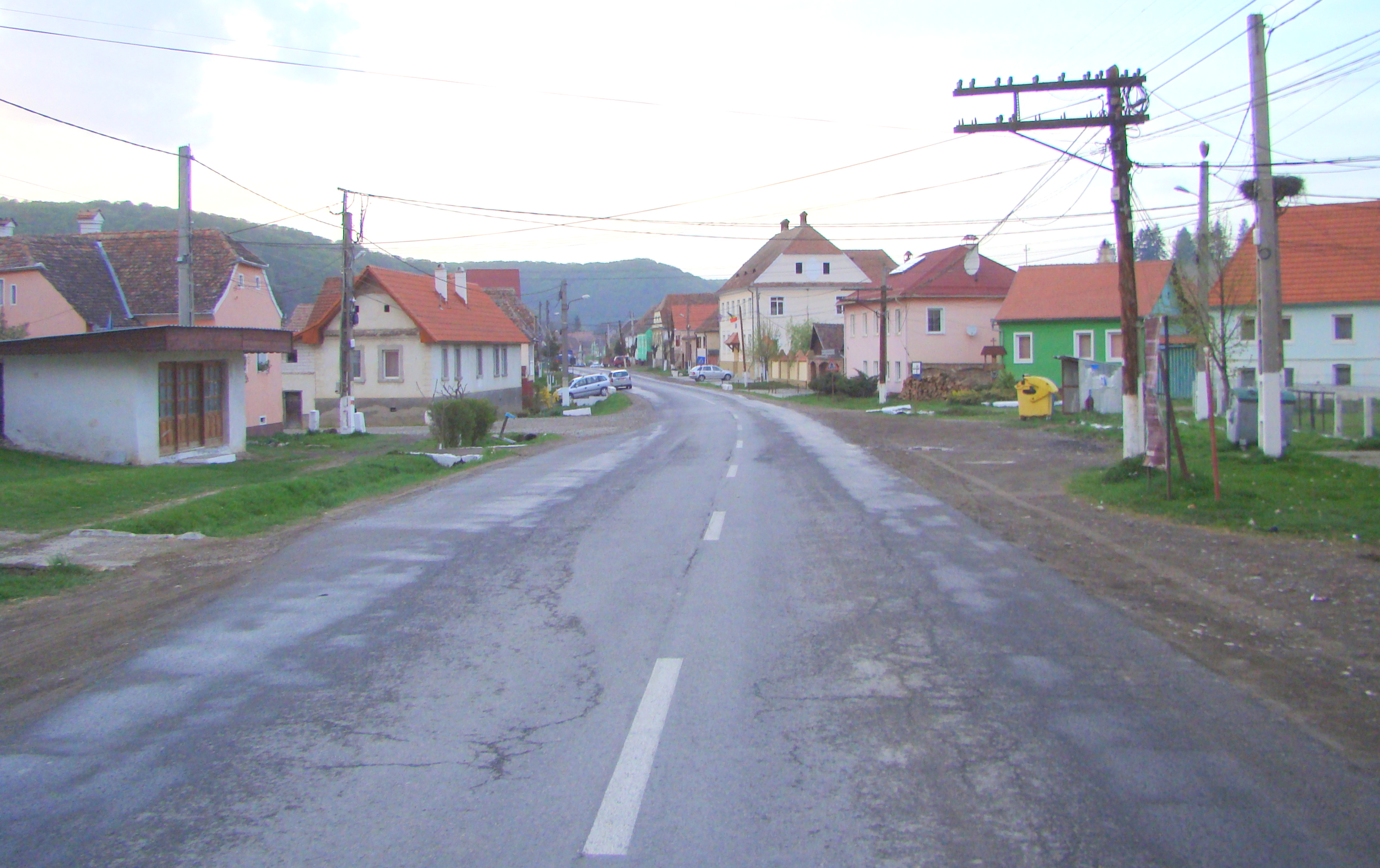